# José Guidino
José André Guidino Otero (Lima, Provincia de Lima, Perú, 9 de abril de 1996) es un futbolista peruano. Juega como lateral izquierdo y su equipo actual es Juan Aurich de la Liga 2 de Perú.

## Trayectoria
Nació en Lima, el 1 de septiembre de 1996. Fue parte de la Academia Nike, donde enfrentó a jugadores como Boateng, Gotze, Joe Hart, Ashley Coley. También se probó en el Twente de Holanda, pero no se quedó debido a los problemas económicos que arrastraba el club. Debuta en la profesional con el Deportivo Municipal en 2016 y dos años después llegó al Alianza Lima, equipo donde es hincha y permaneció dos temporadas.

## Estadísticas
Actualizado al último partido disputado el 26 de septiembre de 2023.
| Club                                                                                   | Div.          | Temporada     | Liga  | Liga  | Liga   | Copas nacionales(1) | Copas nacionales(1) | Copas nacionales(1) | Copas internacionales | Copas internacionales | Copas internacionales | Total(2) | Total(2) | Total(2) |
| Club                                                                                   | Div.          | Temporada     | Part. | Goles | Asist. | Part.               | Goles               | Asist.              | Part.                 | Goles                 | Asist.                | Part.    | Goles    | Asist.   |
| -------------------------------------------------------------------------------------- | ------------- | ------------- | ----- | ----- | ------ | ------------------- | ------------------- | ------------------- | --------------------- | --------------------- | --------------------- | -------- | -------- | -------- |
| Deportivo Municipal · Perú                                                             | 1.ª           | 2016          | 26    | 0     | 0      | -                   | -                   | -                   | 1                     | 0                     | 0                     | 27       | 0        | 0        |
| Deportivo Municipal · Perú                                                             | 1.ª           | 2017          | 25    | 0     | 2      | -                   | -                   | -                   | 1                     | 0                     | 0                     | 26       | 0        | 2        |
| Deportivo Municipal · Perú                                                             | Total club    | Total club    | 51    | 0     | 2      | 0                   | 0                   | 0                   | 2                     | 0                     | 0                     | 53       | 0        | 2        |
| Alianza Lima · Perú                                                                    | 1.ª           | 2018          | 23    | 0     | 0      | -                   | -                   | -                   | 2                     | 0                     | 0                     | 25       | 0        | 0        |
| Alianza Lima · Perú                                                                    | 1.ª           | 2019          | 4     | 0     | 1      | 1                   | 0                   | 0                   | 6                     | 0                     | 0                     | 11       | 0        | 1        |
| Alianza Lima · Perú                                                                    | Total club    | Total club    | 27    | 0     | 1      | 1                   | 0                   | 0                   | 8                     | 0                     | 0                     | 36       | 0        | 1        |
| Cusco F. C. · Perú                                                                     | 1.ª           | 2020          | 9     | 0     | 0      | -                   | -                   | -                   | 1                     | 0                     | 0                     | 10       | 0        | 0        |
| Cusco F. C. · Perú                                                                     | Total club    | Total club    | 9     | 0     | 0      | 0                   | 0                   | 0                   | 1                     | 0                     | 0                     | 10       | 0        | 0        |
| Cienciano · Perú                                                                       | 1.ª           | 2021          | 2     | 0     | 0      | 1                   | 0                   | 0                   | -                     | -                     | -                     | 3        | 0        | 0        |
| Cienciano · Perú                                                                       | Total club    | Total club    | 2     | 0     | 0      | 1                   | 0                   | 0                   | 0                     | 0                     | 0                     | 3        | 0        | 0        |
| Alianza Atlético · Perú                                                                | 1.ª           | 2021          | 14    | 1     | 1      | -                   | -                   | -                   | -                     | -                     | -                     | 14       | 1        | 1        |
| Alianza Atlético · Perú                                                                | Total club    | Total club    | 14    | 1     | 1      | 0                   | 0                   | 0                   | 0                     | 0                     | 0                     | 14       | 1        | 1        |
| Ayacucho F. C. · Perú                                                                  | 1.ª           | 2022          | 13    | 0     | 0      | -                   | -                   | -                   | 6                     | 0                     | 0                     | 19       | 0        | 0        |
| Ayacucho F. C. · Perú                                                                  | Total club    | Total club    | 13    | 0     | 0      | 0                   | 0                   | 0                   | 6                     | 0                     | 0                     | 19       | 0        | 0        |
| Juan Aurich · Perú                                                                     | 2.ª           | 2023          | 17    | 0     | 2      | -                   | -                   | -                   | -                     | -                     | -                     | 17       | 0        | 2        |
| Juan Aurich · Perú                                                                     | Total club    | Total club    | 17    | 0     | 2      | -                   | -                   | -                   | -                     | -                     | -                     | 17       | 0        | 2        |
| Total carrera                                                                          | Total carrera | Total carrera | 133   | 1     | 6      | 2                   | 0                   | 0                   | 17                    | 0                     | 0                     | 152      | 1        | 6        |
| (1) Incluye datos de la Copa Bicentenario. (2) No incluye goles en partidos amistosos. |               |               |       |       |        |                     |                     |                     |                       |                       |                       |          |          |          |

## Palmarés

### Campeonatos nacionales
| Título          | Club         | País | Año  |
| --------------- | ------------ | ---- | ---- |
| Torneo Clausura | Alianza Lima | Perú | 2019 |